# Sânsimion
Sânsimion é uma comuna romena localizada no distrito de Harghita, na região histórica da Transilvânia. A comuna possui uma área de 46.30 km² e sua população era de 3528 habitantes segundo o censo de 2007.